# هايتيون
الهايتيون (بالفرنسية: haïtiens)‏ (بالكريولية الهايتية:ayisyen)، هُم المواطنين السكان في دولة هايتي. أو الذين يملكون جذوراً هايتية في أصولهم. أو الأجانب الحاصلين على الجنسية الهايتية. وفقاً للدستور الهايتي؛ فأن المواطن الهايتي هو كل من لديه أب أو أم وُلِد في هايتي، أو أي أجنبي عاش لمدة خمسة أعوام في الدولة. يبلغ عددهم حالياً حوالي 13 مليون نسمة.